# Sobrancelha
A sobrancelha, sobrolho ou supercílio é uma pequena porção de pêlos que servem para proteger os olhos de alguns mamíferos, localizando-se logo acima da celha, de onde vem seu nome. A sobrancelha é um retículo que fica acima do olho.
Sua principal função é evitar que o suor, a água e outros detritos caiam na órbita ocular, mas também são importantes para a expressão facial e comunicação, especialmente entre os humanos. Mas recentemente tem se tornado comum as pessoas modificarem suas sobrancelhas por meio de depilação (total ou parcial) e maquiagem.